# 尼古拉·卡尔达肖夫
尼古拉·谢苗诺维奇·卡尔达肖夫（俄语：Николай Семёнович Кардашёв，羅馬化：Nikolay Semyonovich Kardashyov，俄語發音：[nʲɪkɐˈlaj sʲɪˈmʲɵnəvʲɪtɕ kərdɐˈʂof]；1932年4月25日—2019年8月3日），出生于莫斯科，前苏联天体物理学家，曾任莫斯科俄罗斯科学院下列別捷夫物理研究所天文中心的副院长。

## 生平
卡尔达肖夫于1955年从莫斯科国立大学毕业，到斯腾伯格天文学院进修。他拜在約瑟夫·什克罗夫斯基门下，并在1962年获得了他的博士学位。  
1963年，卡尔达肖夫去调查苏联搜寻地外智慧生物的第一个成果——类星体CTA-102。做这个工作的同时，他猜想有些银河文明有可能比我们先进几百万甚至几十亿年，为了给这些文明分等级，他创造了卡尔达肖夫分类法。严肃的俄罗斯人在SETI上付出努力要比美国的相似计划提早几年。其他有名的苏联专家有弗塞沃洛德·特洛伊斯基和约瑟夫·什克罗夫斯基（卡尔达肖夫的前导师）。
1976年12月23日，卡尔达肖夫成为苏联科学院下普通物理学和天文学部的通讯院士。1994年3月31日，他成为俄罗斯科学院院士。
2019年8月3日，卡爾達肖夫在莫斯科逝世，享年87歲。

## 出版物
- Kardashev, Nikolai. . 1985: 497–504  [2012-08-09]. （原始内容存档于2017-10-28）.